# Cinéma écossais

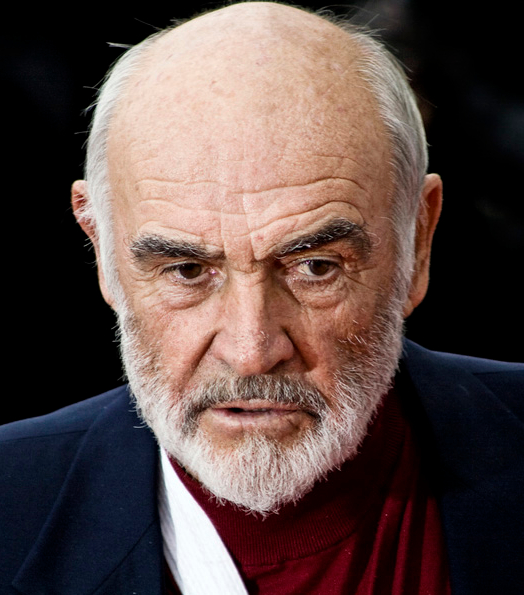
Photographie de Sean Connery, célèbre acteur écossais

Le cinéma écossais s'inscrit dans le cadre plus large du cinéma britannique. Certains acteurs et réalisateurs écossais ont toutefois gagné une renommée internationale et tourné dans d'autres pays, comme les États-Unis.

## Histoire du cinéma écossais
C'est durant la Première Guerre mondiale que le cinéma s'est popularisé en Écosse. Si, avant-guerre, le music-hall était le lieu de divertissement privilégié des Écossais, on compta dès 1917 à Glasgow plus d'une centaine de salles, la plus forte densité de cinémas par nombre d'habitants en Grande Bretagne. En 1930, le Green's Playhouse, qui ouvrit ses portes à Glasgow, fut à l'époque le plus grand cinéma d'Europe.
Dans les années 1930 au Royaume-Uni, des metteurs en scènes, groupés en « units » financées soit par l'État par différentes entreprises, avaient vu dans le cinéma le moyen de faire leur promotion. Des sociétés de transport, de tourisme, voire des sociétés purement commerciales produisirent des films qui, sous l'influence de l'Écossais John Grierson, finirent par être formatées selon certaines règles, dont l'idée de base était que le cinéaste devait construire, à partir de ce qu'il observait, une œuvre dramatique, sans pour autant extraire l'individu de son milieu social.
En 1935, Alfred Hitchcock réalisa Les 39 marches, d'après le roman éponyme de John Buchan. La majeure partie de l'action se déroule en Écosse.
Le film Trainspotting du réalisateur britannique Danny Boyle (1996) a marqué les années 1990 et suscité un nouvel intérêt pour les productions écossaises. À la suite du succès de Trainspotting, ces dernières se sont développées, avec notamment l'apparition d'un cinéma gaélique (Seachd en est la réalisation la plus notable).

## Festival du film d'Édimbourg
Le Festival International du Film d'Édimbourg, créé en 1947, est l'un des plus anciens festivals de cinéma existants. Initialement dédié aux films documentaires, le Festival d'Édimbourg accueille également aujourd'hui les autres formes du cinéma, courts et longs métrages, films d'animation.

## Films sur l'Écosse et son histoire
L'histoire de l'Écosse a fourni la trame de nombreux films, comme Braveheart (1995) de Mel Gibson, qui relate la vie de William Wallace et les guerres d'indépendance écossaises, ou d'adaptations de romans comme Enlevé !, de Robert Louis Stevenson (adapté à cinq reprises depuis 1938,,,) ou encore Rob Roy de Walter Scott (1995). D'autres réalisateurs se sont concentrés sur la culture et la société écossaises, comme Ken Loach avec Ae Fond Kiss... (2004), qui s'intéresse à la communauté pakistanaise de Glasgow,, ou encore Trainspotting (1996), adapté du roman éponyme de l'écrivain écossais Irvine Welsh par Danny Boyle, et qui décrit la vie de jeunes toxicomanes de Glasgow.
- Marie Stuart (Mary of Scotland) de John Ford sorti en 1936
- Marie Stuart (Das Herz der Königin) de Carl Froelich sorti en 1940
- Marie Stuart, Reine d'Écosse (Mary, Queen of Scots) de Charles Jarrott sorti en 1971
- Rob Roy, de Michael Caton-Jones, est une adaptation de l'histoire de Robert Roy MacGregor, sorti en 1995.
- Braveheart de Mel Gibson, sorti en 1995, biographie de William Wallace, patriote écossais[11].
- My Name Is Joe de Ken Loach sorti en 1998, histoire des quartiers défavorisés de Glasgow.
- Sweet Sixteen de Ken Loach sorti en 2002, dans la ville de Greenock.
- Le Dernier Roi d'Écosse de Kevin Macdonald, sorti en 2006. Bien que le titre du film pourrait laisser penser que l'action se déroule en Écosse, il a en fait lieu en Ouganda sous le régime d'Amin Dada.

## Films tournés en Écosse
Différents sites écossais ont par ailleurs servi de cadre de tournage à différents films à succès. Le film d'Alfred Hitchcock Les 39 marches (1935) a été tourné en majeure partie en Écosse ; le pont du Forth et le glen Coe figurent particulièrement à l'écran. Parmi les films d'aventure, on peut citer un épisode de James Bond, Le monde ne suffit pas (1999), où le siège du MI-6 est situé au château d'Eilean Donan, et aussi dans le même château le film Highlander sorti en 1986, ainsi que du film Haute Voltige (1999), en partie tourné au château de Duart, sur l'île de Mull. Le premier film de la franchise Highlander a également puisé une partie de son inspiration dans la culture écossaise traditionnelle, particulièrement le système de clans. Dans le registre de la comédie, le classique Monty Python : Sacré Graal ! (1975) a été tourné sur de nombreux sites des Highlands, au rang desquels figurent l'île de Skye, le château de Doune et le glen Coe. De manière plus récente, les films de la saga Harry Potter ont été partiellement tournés en Écosse ; des paysages du Glen Nevis ont été intégrés dans certaines scènes, et le viaduc de Glenfinnan fait partie du parcours du train Poudlard Express.

## Personnalités écossaises

### Réalisateurs écossais
- Donald Cammell
- Michael Caton-Jones
- Bill Douglas
- Bill Forsyth
- Kevin Macdonald
- Gillies MacKinnon
- Paul McGuigan
- David Mackenzie
- Lynne Ramsay
- May Miles Thomas
- Randall Wallace

### Acteurs écossais
Les acteurs écossais les plus célèbres ont souvent tourné aux États-Unis ; pour certains, Hollywood a hébergé la majeure partie de leur carrière cinématographique. C'est le cas, par exemple, de Sean Connery, qui a longtemps interprété le rôle de l'espion James Bond, sans jamais se départir de son accent écossais,. Il demeure aujourd'hui l'un des acteurs écossais les plus populaires. La carrière d'Ewan McGregor a débuté en Grande-Bretagne auprès du réalisateur Danny Boyle, qui lui donna son premier rôle « remarquable », celui de l'héroïnomane Renton dans Trainspotting. C'est toutefois avec le tournage de la prélogie de Star Wars, sous la direction de George Lucas, qu'il a gagné une renommée internationale.
| - Billy Boyd - Gerard Butler - Robert Carlyle - Sean Connery - Robbie Coltrane - Brian Cox | - Ashley Jensen - Kelly MacDonald - James McAvoy - David McCallum - Ewan McGregor - Kevin McKidd - David Tennant |

### Personnalités du cinéma d'origine écossaise
Liste non exhaustive.
- Ben Affleck, acteur, producteur, réalisateur et scénariste américain d'origine écossaise.
- James Coburn, acteur américain d'origine écossaise.
- Rory Cochrane, acteur américain d'origine écossaise.
- Laura Dern, actrice américaine d'origine écossaise.
- Robert Downey Jr., acteur américain d'origine écossaise.
- Richard Dean Anderson, acteur américain d'origine écossaise.
- David Duchovny, acteur américain d'origine écossaise.
- George Lucas, producteur, réalisateur et scénariste américain d'origine écossaise.
- John Malkovich, acteur, producteur et réalisateur américain d'origine écossaise.
- Robert Mitchum, acteur et chanteur américain d'origine écossaise.
- James Stewart, acteur américain d'origine écossaise.
- John Wayne, acteur, réalisateur et producteur américain d'origine écossaise.

* voir aussi : Catégorie:Personnalité américaine d'origine écossaise